# 小野石根
小野 石根（おの の いわね）は、奈良時代の貴族。大宰大弐・小野老の子。官位は従五位上・左中弁、贈従四位下。

## 経歴
孝謙朝末の天平宝字元年（757年）従五位下に叙爵。淳仁朝では南海道節度副使・長門守と地方官を務める。
天平宝字8年（764年）藤原仲麻呂の乱の後に造宮大輔に任ぜられる。称徳朝末の神護景雲3年（769年）近江介に任ぜられ再び地方官に転じ、翌神護景雲4年（770年）の称徳天皇の崩御に際しては山陵司を務めている。
光仁朝に入り、左少弁を経て、宝亀5年（774年）従五位上・左中弁に叙任されると、翌宝亀6年（775年）中衛少将、のち中衛中将と文武の要職を兼帯する。
宝亀7年（776年）大伴益立に替わって、備中守・大神末足と共に遣唐副使に任ぜられる。翌宝亀8年（777年）正月に播磨守に任ぜられ、2月には春日山の麓で遣唐事業の成功を祈願して祭祀を行う。しかし、同年4月に遣唐大使・佐伯今毛人が光仁天皇に出発の暇乞いまでしながら俄に発病し、摂津職に留まって出発できなくなってしまったため、石根が勅を受けて大使の職務を代行することとなった。なお佐伯今毛人の代わりの大使は立てられず、石根が副使のまま大使の職務を代行を命じられている。
同年6月24日に第16次遣唐使一行は出帆し7月3日に揚州海陵県（現在の江蘇省泰州市）に到着。その後一行は長安へ向かうが、安史の乱による駅舎の荒廃を理由に入京人数を43名に制限される。翌宝亀9年（778年）正月に長安に到着し貢ぎ物を進上、3月には皇帝・代宗への拝謁も果たす。同年9月より一行は順次帰国の途につき、石根や唐の送使・趙宝英が乗った第一船は9月5日に出航するが、外海に達した8日に暴風が発生し高波を受けて船は中央から舳と艫に分断し沈没。趙宝英らと共に石根は水死した。
宝亀10年（779年）石根の水難を悼んで従四位下の贈位がなされた。

## 官歴
注記のないものは『続日本紀』による。
- 時期不詳：正六位上
- 天平宝字元年（757年） 8月4日：従五位下
- 天平宝字5年（761年） 11月17日：南海道節度副使
- 天平宝字7年（763年） 正月9日：長門守
- 天平宝字8年（764年） 10月20日：造宮大輔
- 神護景雲3年（769年） 8月19日：近江介
- 神護景雲4年（770年） 8月4日：山陵司（称徳天皇崩御）
- 宝亀4年（773年） 2月21日：見左少弁[5]
- 宝亀5年（774年） 正月7日：従五位上。3月5日：左中弁
- 宝亀6年（775年） 11月27日：兼中衛少将
- 時期不詳：兼中衛中将、鋳銭長官
- 宝亀7年（776年） 12月14日：遣唐副使
- 宝亀8年（777年） 正月3日：播磨守
- 宝亀9年（778年） 11月8日：卒去
- 宝亀10年（779年） 2月4日：贈従四位下

## 系譜
- 父：小野老[6]
- 母：不詳
- 妻：不詳
- 生母不明の子女
  - 女子：小野石子 - 高賀茂諸雄室